# Le Monde à ses pieds
Le Monde à ses pieds est un téléfilm français réalisé par Christian Faure et diffusé le 9 novembre 2011 sur France 2, tiré du roman éponyme de Géraldine Maillet et inspiré par la vie du mannequin kazakhe Ruslana Korshunova.

## Synopsis
À 17 ans, Eva rêve de quitter son Gers natal pour se lancer dans la carrière de mannequin. Par chance, la rencontre opportune d'un agent ambitieux va lui permettre de réaliser son rêve. Très exigeant avec elle, le redoutable coach fait découvrir à la jeune fille la gloire des podiums, mais aussi les coulisses d'un monde impitoyable où l'argent coule à flots. Eva, qui défile pour les plus grands créateurs de haute couture et dont la plastique fait tourner les têtes de tous les hommes qu'elle rencontre, ne se doute pas tout de suite de ce qui l'attend. En effet, le tourbillon de la gloire a un prix, qu'il lui faudra payer tôt ou tard…

## Fiche technique
- Scénario : Jérôme Larcher, d'après le roman éponyme de Géraldine Maillet
- Réalisateur : Christian Faure
- Sociétés de production : Italique Productions, Pegasus Télévision, France Télévision
- Musique : Charles Court
- Image : Jean-Pierre Hervé
- Montage : Sabine Emiliani
- Distribution des rôles : Stéphane Finot
- Création des décors : Sebastian Birchler
- Décoration des plateaux : Nathalie Delvigne
- Création des costumes : Christine Jacquin
- Durée : 90 minutes
- Pays :  France

## Distribution
- Solweig Rediger-Lizlow : Eva Sokolov
- Rossy de Palma : Caroline Fox
- Stéphan Guérin-Tillié : Benjamin Lacotte
- Élisabeth Commelin : Ielena Sokolov
- Thomas Doucet : Rouben Sokolov
- Claire Bouanich : Chloé
- Laurent Delbecque : Thomas
- Tom Morton : Oliver
- Ambre Rochard : l'adolescente fan
- Édouard collin le petit ami